# Paul Volkhardt
Paul Volkhardt war ein deutscher Bobfahrer.

## Karriere
Paul Volkhardt trat bei den Olympischen Winterspielen 1928 im Fünferbob zusammen mit Hans-Edgar Endres, Rudolf Soenning, Paul Martin und Karl Reinhardt an. Sie belegten den 18. Platz.